# Ordem do Vulcão
A Ordem do Vulcão, também denominada Medalha de 1.ª Classe da Ordem do Vulcão, é uma comenda que o presidente de Cabo Verde atribui a personalidades nacionais e estrangeiras, que contribuem para o engrandecimento da nação. É a principal comenda do país, criada após a sua independência
A Ordem do Vulcão já foi atribuída a personalidades como Cesária Évora, Mário Lúcio, João Lopes Filho, Eugénio Tavares, Gil Semedo e Amélia da Lomba.

## Graus
- Medalha de 1.ª Classe
- Medalha de 2.ª Classe
- Medalha de 3.ª Classe